# Ilha das Andorinhas
Ilha das Andorinhas är en ö i Brasilien.   Den ligger i delstaten Espírito Santo, i den sydöstra delen av landet, 900 km sydost om huvudstaden Brasília.